# MD2
Ne doit pas être confondu avec MD2, un format de fichier 3D.
MD2, pour Message Digest 2, est une fonction de hachage conçue par le professeur Ronald Rivest du Massachusetts Institute of Technology en 1989. Plutôt destiné aux processeurs de type 8 bits, le MD2 n'est plus tellement employé. Il a été largement supplanté par le MD4 et le MD5. En 2004, une attaque décrite par Muller[Qui ?] permet de forger un document à partir d'une signature en seulement {\displaystyle 2^{104}} opérations au lieu des {\displaystyle 2^{128}} nécessaires dans le cas d'une recherche exhaustive. Même si cette attaque est tout de même très gourmande et impraticable à l'heure actuelle, le MD2 n'est à ce titre plus considéré comme sûr. 

## Exemple
Voici la signature obtenue sur une phrase : 
MD2("Wikipedia, l'encyclopedie libre et gratuite") = c9b3cbbeb539034aac22567fa975f98e